# Charles-François Lebrun
Charles-François Lebrun [šárl fransoa lebrén] (19. březen 1739 St. Sauveur, Normandie – 16. červen 1824 Saint-Mesmes) byl francouzský politik, konzul, vévoda z Piacenzy a francouzský pair.

## Život
Narodil se v Saint-Sauveur-Lendelin v Normandii jako syn Paula Lebruna a Louisy Cronerieové. Po studiích teologie v Paříži vystudoval tamtéž filosofii na Collège de Navarre a plynně se naučil pět jazyků. Roku 1762 vystudoval také práva a vzdělání si doplnil cestováním. Po studiích se stal vychovatelem syna tehdejšího předsedy parlamentu Reného Nicolase de Maupeou. Brzy se stal Maupeouovou pravou rukou a rádcem, psal mu projevy a radil zejména ve finančních záležitostech. Roku 1768 byl Maupeou jmenován kancléřem a Lebrun se samozřejmě stal členem jeho kanceláře. Brzy na to udělil Ludvík XV. Lebrunovi funkci generálního inspektora královských statků, jenže roku 1774 zemřel. Na trůn nastoupil Ludvík XVI., který Maupeoua i Lebruna zbavil funkcí. Se ztrátou pozice se Lebrun dostal do finančních potíží, které o rok později vyřešil sňatkem s Anne Delagoutovou, jež pocházela z velmi majetné rodiny.
Lebrun poté až do roku 1789 měl klidná léta, kdy psal knihy (např. Hlas občana) a filozofoval. Roku 1789 byl zvolen do generálních stavů, později se stal poslancem Národního shromáždění. Když roku 1791 neuspěl jako kandidát na předsedu Národního shromáždění, byl zvolen předsedou správní rady v departementu Seine-et-Oise. Nebyl však členem žádného politického klubu. Roku 1792 se stal terčem zloby jakobínů a musel rezignovat z místa poslance, když se snažil zabránit rabování lidu v královském paláci. Když byl jmenován předsedou deputace, která měla před Konventem žádat o zlepšení poměrů v departementu, intriky proti němu se vyostřily a byl dvakrát zatčen a vyslýchán.
Po ukončení revoluce roku 1795 se stal finančním poradcem direktoria. Napoleonova státního převratu roku 1799 se nezúčastnil, přesto byl téhož roku zvolen třetím konzulem, kdy prvním konzulem byl Napoleon, který měl téměř všechny pravomoci, a třetí a druhý konzul měli jen poradní roli. Roku 1803 byl jmenován do akademie věd a získal funkci velkého pokladníka, který se staral o správní a finanční záležitosti. Když se roku 1804 stal Napoleon císařem a konzulát zanikl, byl Lebrun stále důležitým mužem v říši a měl na starosti hospodářskou situaci. Roku 1805 vyjednával připojení Ligurské republiky a roku 1808 obdržel titul vévody z Piacenzy. V letech 1810 až 1813 působil v Holandsku a usiloval o jeho připojení k říši. Po Napoleonově abdikaci udělil král Ludvík XVIII. Lebrunovi titul paira, o který sice přišel pro podporu Napoleonova Stodenního císařství, ale roku 1819 jej získal zpět. Zemřel roku 1824 v Saint-Mesmes, asi 30 km severovýchodně od Paříže.

## Hodnocení
Charlese Françoise Lebruna provázela pověst neobyčejně schopného, vzdělaného a pracovitého muže, a to až do jeho vysokého věku. Přestože byl Napoleonovi loajální, byl zároveň jeho kritikem, a i proto se těšil jeho respektu a přízni.